# 타임스 고등교육 세계 대학 랭킹
타임스 고등교육 세계 대학 랭킹(Times Higher Education World University Rankings)은 전 세계 상위권 대학들의 순위를 매긴 것으로 영국 타임스 고등교육(Times Higher Education, THE)에 의해 출판된다. 2004년부터 전 세계 교육 순위를 매긴 출판물로, THE는 원래의 파트너인 QS (Quacquarelli Symonds)에서 2010년 분리되어 나왔으며, 인용 자료 정보를 톰슨 로이터스에게서 받아서 새로운 랭킹 정보 방법론을 만들었다. 교수 논문 등 여러 평가방법으로 선정되며 특히 The 세계 평판 랭킹은 세계 대학 랭킹을 알아보는데 가장 신뢰성있기로 잘 알려져 있다.

## 평가 방법
2010년 6월 3일, THE는 새로운 세계 대학 랭킹에 축적할 때 이용하도록 제안된 방법론을 밝혔다.
| 주요 항목              | 세부 항목                                                                                        | 백분율 가중                       |
| ---------------------- | ------------------------------------------------------------------------------------------------ | --------------------------------- |
| 산업 소득 - 혁신       | - 산업화를 통해 연구 소득 (대학 스탭 당)                                                         | - 2.5%                            |
| 국제화 다양성          | - 내국인 직원에 대한 외국인 직원의 비율 - 내국인 학생에 대한 외국인 학생의 비율                  | - 3% - 2%                         |
| 교수 – 학습환경        | - 평판 설문 (교수) - 학교당 PhDs 수상 - 학교당 재학생 인정 - 학교당 소득 - PhDs/재학생 학위 수상 | - 15% - 6% - 4.5% - 2.25% - 2.25% |
| 연구 – 양, 소득과 평판 | - 평판 설문 (연구) - 연구 소득 (측정) - 연구, 교수당 논문수 - 공공 연구 소득/ 전체 연구 소득     | - 19.5% - 5.25% - 4.5% - 0.75%    |
| 인용 – 연구 결과       | - 인용 임팩트 (논문당 평균 인용수)                                                               | - 32.5%                           |

## THE 세계 평판 랭킹
2011년 3월 , 《타임즈 고등교육》(Times Higher Education)은 최초의 “세계평판랭킹”을 내놓았다. 세계평판랭킹은 타임즈 고등교육 대학 순위의 하위 항목으로 타임즈 고등교육이 사상 세계 최대의 글로벌 대학 여론 조사라고 주장하는 항목들에 기반하고 있다. 이것에는 131개국 13,000개 이상의 학교를 대상으로 조사되었다.
인사이드 하이어 에드(Inside Higher Ed)의 스콧 재식은 이 새로운 순위에 대해서 다음과 같이 말하고 있다.
| “ | ...순위를 매기는 대부분의 결과들은 객관성에 반하는 명성에 주어지는 가중치 때문에 비난을 받는다. 반면 타임즈 고등교육은 다양한 요소와 결합된 총 순위를 매긴다. 이것으로 인해 평판의 영향에 대해 불명확하다고 비난받을 일이 없는 평점을 내고 있다. | ” |

### 2015년 THE 아시아 대학 순위 - 국내대학
| 2015 순위 | 대학           | 아시아순위 |
| 1         | 서울대학교     | 6위        |
| 2         | 카이스트       | 8위        |
| 3         | 포스텍         | 11위       |
| 4         | 성균관대학교   | 16위       |
| 5         | 고려대학교     | 26위       |
| 6         | 연세대학교     | 28위       |
| 7         | 서울시립대학교 | 49위       |
| 8         | 이화여자대학교 | 53위       |
| 9         | 한양대학교     | 54위       |
| 10        | 경희대학교     | 67위       |
| 11        | 울산대학교     | 85위       |
| 12        | 중앙대학교     | 97위       |
| 13        | 명지대학교     | 100위      |

### 2014-2015년 THE 세계 대학 평가 - 국내대학
| 순위 | 대학           | 세계순위  |
| 1    | 서울대학교     | 50위      |
| 2    | 카이스트       | 52위      |
| 3    | 포스텍         | 66위      |
| 4    | 성균관대학교   | 148위     |
| 5    | 고려대학교     | 200-225위 |
| 5    | 연세대학교     | 200-225위 |
| 7    | 서울시립대학교 | ~400위    |
| 7    | 이화여자대학교 | ~400위    |
| 7    | 한양대학교     | ~400위    |
|      | 그 외 대학     | 순위권 밖 |

## 같이 보기
- 세계 대학 순위
- QS 세계 대학 순위
- 세계 대학 학술 순위